# 계절 변이
계절 변이란, 계절에 따라 생물의 크기나 형태, 몸의 색깔 등이 바뀌는 현상으로, 계절형이라고도 한다. 계절 변이는 주변의 환경과 일조량, 온도가 계절에 따라 주기적으로 변하기 때문에 나타난다.이런 변화가 호르몬의 분비를 변하게 해서 성장과 몸의 색깔에 영향을 미친다. 하지만 변이된 형질은 유전되지 않는다.

## 계절 변이의 예
- 민물에 사는 플랑크톤인 물벼룩 중에서 여름과 가을 사이에 사는것은 머리가 뾰족하고 몸집이 크다. 반면에 겨울과 봄 사이에 사는 것은 머리가 동그란 모양이고 몸집도 작다.
- 호랑나비는 번데기 때에 온도에 따라 몸집과 색깔이 달라진다. 온도가 낮으면 몸집이 작고 색깔도 엷다. 나비는 봄형·여름형·가을형이 있다.
- 산토끼의 털은 여름에는 갈색이었다가 겨울에는 흰색으로 바뀐다.

## 참고 문헌
- 《어린이 과학사전》오픈키드 어린이 사전 편찬위원회 지음, 열린어린이(출판사), 2006, ISBN 89-90396-82-4[쪽 번호 필요]